# Silvie Dymáková
Silvie Dymáková (* 30. dubna 1982 Hradec Králové) je česká režisérka, novinářka, kameramanka a scenáristka.

## Život
V roce 2000 odmaturovala na Integrované střední škole–Centru odborné přípravy v Hradci Králové, kde studovala obor management ekonomiky. V letech 2000–2004 pracovala pro televizi Puls, v letech 2004–2008 působila jako moderátorka zpravodajství Rádia OK. Od ledna 2006 do října 2014 pracovala jako regionální reportérka televize Prima v Hradci Králové. V roce 2008 založila produkční společnost DSi studio, která vytváří zpravodajské, publicistické pořady a dokumenty. Od února 2013 působí v České televizi jako redaktorka, střihačka a režisérka.

## Filmografie
- Tour de Labe Handicap (2011)
- Šmejdi (2013)

## Ocenění
- 2013 – Medaile Statutárního města Hradce Králové za dokument Šmejdi
- 2013 – Femina Grande za dokument Šmejdi[3]
- Český lev 2013 – vítězka kategorie Nejlepší dokumentární film za dokument Šmejdi
- Ceny české filmové kritiky 2013 – nominace v kategorii Nejlepší dokumentární film za dokument Šmejdi